# Афера Вотергејт
Афера Вотергејт је термин који означава серију политичких скандала током мандата америчког председника, републиканца Ричарда Никсона. Ова дешавања довешће до оставке овог америчког председника 9. августа 1974. године.
Скандал је почео када су ухапшена петорица провалника који су провалили у канцеларију Демократског националног комитета Демократске странке у хотелу Вотергејт у Вашингтону 17. јуна 1972. године. Истрагу је у почетку вршио ФБИ да би касније прешла у надлежност Вотергејт комитета који је образовао Сенат САД. Истрагом се испоставило да је ова провала била само једна у низу нелегалних активности а које су обухватале застрашивање, политичку шпијунажу и саботирање. За ово је био одговоран Никсонов штаб и људи лојални њему. Међу нелегалним радњама било је и коришћење новца сумњивог порекла који је долазио из Мексика а који је између осталог коришћен и за ућуткивање седморице учесника у провали из 17. јуна.
Након две године истраге против председника установљено је да је он знао за траке које су снимане приликом прислушкивања демократа. Увидевши да му прети опозив Никсон је десет дана након завршетка истраге поднео оставку. Никсонов наследник Џералд Форд је потписао помиловање за Никсона пошто је овај предао председничку функцију.